# Sea of Souls
Sea of Souls is een drama/mystery-reeks van BBC Scotland. De serie gaat over een groep van onderzoekers die psychische en paranormale gebeurtenissen onderzoekt om deze vervolgens wetenschappelijk te kunnen verklaren. Van de reeks werden drie seizoenen opgenomen tussen 2004 en 2006. In 2007 volgde nog een verhaal dat werd uitgezonden in 2 afleveringen.
Seizoen 1 en 2 bestaan elk uit 3 verhalen die over 6 afleveringen van 1 uur werden uitgezonden. Seizoen 3 bestaat uit 6 verhalen van elk 1 uur. Seizoen 4 bestaat uit 1 verhaal dat over 2 afleveringen van 1 uur werd uitgezonden.
Daarnaast zijn er vanaf het tweede seizoen meer subplots en speelt de reeks zich vooral af in Schotland daar waar in de eerste reeks nogal wat verplaatsingen naar Londen werden gedaan.
Sea of Souls werd in België uitgezonden door de commerciële zender VTM in juli 2011. Daar werden de dubbelafleveringen onmiddellijk na elkaar uitgezonden zodat het voor de kijker meer een film van 2 uur leek.

## Verhaal
Het centrale personage is Dr. Douglas Monaghan (gespeeld door Bill Paterson). Hij is hoofd van een parapsychologische afdeling van een (fictieve) universiteit in het Schotse Glasgow. Zijn dienst onderzoekt gevallen waarin burgers in aanraking komen met geesten, reïncarnatie, telepathie, voodoo, et cetera.
In het eerste seizoen wordt Monaghan geassisteerd door Megan Sharma (Archie Panjabi) en Dr. Andrew Gemmill (Peter McDonald). Beiden werden vanaf het tweede seizoen vervangen door Justine McManus (Dawn Steele) en Craig Stevenson (Iain Robertson). De serie vermeldt nergens wat er met Sharma en Gemmill is gebeurd.

## Rolverdeling
| Acteur          | Personage           | Beschrijving |
| --------------- | ------------------- | --- |
| Bill Paterson   | Dr Douglas Monaghan | Hij is het hoofdpersonage dat in alle afleveringen terugkeert. In het begin van de reeks was hij sceptisch en geloofde niet echt in het paranormale. Hij tracht al zijn zaken op te lossen met een rationele kijk en via de wetenschap. Zijn mening verandert geleidelijk aan en hij komt tot de conclusie dat niet alles kan worden verklaard door zich enkel te baseren op de huidige wetenschap. |
| Archie Panjabil | Megan Sharma        | Ze is een spiritistische vrouw die gelooft in het paranormale. Ze kan zeer goed sociale contacten leggen en voelt andere mensen direct aan. Ze beschouwt deze gave als een zesde zintuig. Daarnaast is ze zeer intelligent en heeft ze kennis over veel zaken. |
| Peter McDonald  | Andrew Gemmill      | Hij is eerder sceptisch en tracht net zoals Monaghan een rationale wetenschappelijke verklaring te zoeken. Als er iets paranormaals gebeurt, dan wil hij ook effectief de bewijzen hebben dat de gebeurtenis paranormaal is. Zolang dat bewijs er niet is, is hij van mening dat de oplossing in het rationele dient gezocht te worden. Van elke persoon die beweert dat hij paranormaal is begaafd, wil hij een dossier opmaken. Zo tracht hij onderlinge overeenkomsten te vinden waardoor hij ooit hoopt deze paranormale gave wetenschappelijk te kunnen verklaren. |
| Dawn Steele     | Justine McManus     | Ze vervangt vanaf de tweede reeks het personage Megan Sharma. McManus heeft het lastig om het respect van haar collega's af te dwingen. Dat komt doordat ze zeer onzeker is van zichzelf. Ze evolueert tot een zelfverzekerde persoon en krijgt van Craig vriendschap. McManus is een alleenstaande moeder en heeft een zoon van 10 jaar. Het is al snel duidelijk dat McManus zelf beschikt over paranormale gaven. Zo kan ze de toekomst zien, zaken goed aanvoelen en ziet ze zelfs doden. Toch gaat de reeks niet echt in op een onderzoek waarom zij dit kan omdat ze zelf onzeker is om de waarheid hierover te kennen. Later blijkt dat haar zoon Billy over dezelfde gaven beschikt. |
| Iain Robertson  | Craig Stevenson     | Hij vervangt vanaf de tweede reeks het personage Gemmill. Hij is vaak ongevoelig en arrogant. Hij wil zaken zo snel mogelijk oplossen in plaats van deze grondig te onderzoeken. Nadat hij bevriend wordt met McManus verandert zijn karakter. Daarnaast dient hij zijn visie over het paranormale te veranderen. |
| Peter Capaldi   |                     | gastrol |
| Siobhan Redmond |                     | gastrol |
| James Fleet     |                     | gastrol |
| Paul McGann     |                     | gastrol |
| John Hannah     |                     | gastrol |
| Jeff Rawle      |                     | gastrol |
| Colin Salmon    |                     | gastrol |

## Synopsis afleveringen

### Aflevering 1 & 2: Seeing double
Carol ontmoet een vrouw die als twee druppels water op haar lijkt. De vrouwen concluderen dat ze een eeneiige tweeling zijn die door verschillende adoptie-ouders werden opgevoed. Onderzoek wijst uit dat de vrouwen genetisch gezien 100% gelijk zijn, er is enkel een klein verschil in hun gebit. Ook in een telepathische test halen ze 100%: iets wat eerder nooit was gebeurd. Wanneer Helens man sterft, logeert ze bij Carol en Gordon. Helen begint zich te gedragen als Carol: ze koopt kleren in dezelfde winkel, gaat naar dezelfde tandarts, gebruikt haar kredietkaarten, stelt zich soms voor als Carol,... Ze overtuigt Gordon zelfs dat zij Carol is, maar Gordon doorziet de leugen. Het team van Monaghan ontdekt dat Helen een psychopate en pyromane is. Op dat ogenblik zegt Gordon dat Helen het huis moet verlaten en dat Carol de enige is waarvan hij houdt. Daarop steekt Helen het huis in brand. De brandweer vindt de twee zussen en brengt hen over naar het ziekenhuis. Daar blijkt dat 1 zus de brand niet heeft overleefd: volgens het tandartsdossier is dat Helen. Een moordonderzoek wijst ook uit dat Helen eerder de geheime minnaar van Carol heeft vermoord. Monaghan vraagt zich nog af of de psychopate Helen bij de tandarts dossiers heeft verwisseld.

### Aflevering 3 & 4: Mind Over Matter
De zesjarige Joe Quin beweert dat zijn ziel werd gereïncarneerd. In een vorig leven heette hij George, hij woonde aan een meer, zijn "andere moeder" had rood haar en hijzelf is destijds verdronken. Joe's moeder vindt het meer, maar is toch sceptisch. Desondanks vraagt ze het team van Monaghan voor verder onderzoek. Zij komen tot de conclusie dat Joe het heeft over Georgina McKay die zes jaar geleden spoorloos verdween. Wanneer het team de moeder van Georgina inlicht, gelooft ze hen niet: zij is er zeker van dat haar dochter vroeg of laat levend terug opduikt. Joe begint zich meer en meer te herinneren over zijn leven als Georgina en komt tot de conclusie dat Georgina werd vermoord door haar vader. Wanneer men het lichaam van Georgina in het meer vindt op de locatie die Joe had gezegd, merkt Monaghan op dat mogelijk de geest van Georgina is teruggekeerd om wraak te nemen.

### Aflevering 5 & 6: That old black magic
De vader van Yemi en Lucas is ziek. Hij geeft Lucas het adres van een alternatieve geneesheer. Wanneer Lucas spoorloos is, gaat Yemi naar het adres. In het verlaten huis zijn er vreemde tekens op de muur, er is bloed op de vloer en op een kaars staat "Lucas" ingekerfd. Wanneer ze met de politie terugkeert, is het huis herschilderd en bemeubeld. Daarop neemt Yemi contact op met het team van Monaghan. Yemi krijgt de indruk dat ze wordt achtervolgd. Ze krijgt van haar vader een schuiladres. Monaghan bezoekt een alternatieve geneesheer: hij kent verhalen over een sekte die via Hoodoo een oergod aanbidden en tijdens het ritueel menselijke restanten gebruiken. Het team komt in contact met een lid van de sekte: "elk menselijk onderdeel kan de ziekte van een andere persoon genezen voor minstens het aantal jaren dat overeenkomt met de leeftijd van het offer. Het offer moet een bloedverwant zijn van de zieke en het offer mag niet sterven tijdens het ritueel". Aangezien Lucas te vroeg stierf, is de sekte nu op zoek naar Yemi. Yemi wordt opgevangen bij de kennissen van haar vader, maar zij zijn leden van de sekte. Monaghan achterhaalt waar Yemi zit en licht de politie in. Hoewel men daar een verdoofde Yemi vindt, zijn er geen aanwijzingen van een eventueel ritueel. Monaghan merkt nog op dat de sekteleider ooit zelf ongeneeslijk ziek was, maar herstelde kort nadat zijn eigen zoon spoorloos verdween. Even later sterft de vader van Yemi in het ziekenhuis.

### Aflevering 7 & 8: The amulet
Findley Morrison vraagt Monaghans team om hun huis te onderzoeken: er zijn vreemde geluiden, deuren openen zonder reden, objecten verleggen zichzelf, ... Uit de auto komen klopgeluiden en uit foto's verschijnt bloed. Het team ontdekt dat na incidenten het getal 2976 regelmatig terugkeert. Monaghan hoort inderdaad de geluiden, maar is van mening dat iemand van de familie, wellicht dochter Claire, achter de daden zit om aandacht te trekken. Zijn mening verandert wanneer de kamer van Claire plots vol Spaanse teksten staat. Volgens dochter Martha kon enkel Lygia, een voormalige kinderoppas, Spaans. Zij werd ontslagen nadat zij en hun zoon Dominic seks hadden in de douche. Daarop werd ze teruggestuurd naar Bolivia, maar Morrison heeft haar geld gegeven om haar studies af te maken. Onderzoek toont aan dat Lygia in Bolivia is afgestudeerd, maar dat ze met al haar geld het land heeft verlaten. Na een ander incident waarbij Claire vol ongekend speeksel hangt, komt Carol met een bekentenis: Lygia was enkele maanden geleden teruggekeerd met de melding dat Findley een verkrachter is en dat hij meerdere minnaressen heeft. Carol geloofde haar niet en vermoordde Lygia. Ze bracht het lijk met een auto naar een afgelegen plaats waar ze het in brand stak. De rekening van de brandstof was 29.76 pond. Volgens Monaghan heeft de geest van Lygia het lichaam van Claire gebruikt als medium. Findley geeft toe dat het verhaal van Lygia correct is.

### Aflevering 9 & 10: The omen
Daniel Blakemore heeft visioenen over zijn dood sinds een incident in Bosnië waar hij als soldaat een vrouw in een mijnenveld dreef. De vrouw vervloekte hem. Monaghan denkt dat Daniel schuldgevoelens en zelfmoordneigingen heeft. Na contact met het hoofd van het militaire hospitaal blijkt dat Daniel is ontsnapt uit hun psychiatrische afdeling. Volgens een ooggetuige heeft Daniel de vrouw doodgeschoten en is er geen sprake van een mijnenveld. Monaghan vindt een verwarde Daniel in een wei. Plots valt Daniel in een afgedekte waterput waar hij verdrinkt. Net voor hij viel, sprak hij de woorden van de vrouw uit. Monaghan komt tot het besef dat de omgeving, de val en doodsoorzaak overeenkomen met het visioen dat Daniel beschreef. Uit nieuw onderzoek van het leger blijkt dat de versie van Daniel wel de juiste is. Monaghan voelt zich schuldig over de dood van Daniel. Later krijgt hij visioenen met daarin beelden hoe hij zou sterven. Ook duikt her en der de gestalte van Daniel op. Monaghan ontdekt dat dit de ooggetuige in vermomming is. De politie vindt de ooggetuige op de kade van een rivier: hij wil Monaghan spreken. Onderweg ziet Monaghan de plaatsen, mensen, dieren, … uit zijn visioen. Tijdens het gesprek valt Monaghan in de rivier en komt terecht onder een veerboot. Men vindt hem een tijd later levenloos aan, maar hij wordt met succes gereanimeerd.

### Aflevering 11 & 12: Empty promise
McManus onderzoekt de zaak van Patience Green die (anno 2004) op het strand werd gevonden. Zelf beweert ze dat ze in 1904 schipbreuk leed en nu is aangespoeld. Patience gaf les, kent de namen van haar leerlingen, kent allerlei anekdotes over het dorp, ... Daarnaast heeft ze vliezen tussen haar tenen. Justine spreekt met de inwoners van het dorp die nog de verhalen van hun (groot)ouders kennen: alle informatie en uiterlijke kenmerken van Patience kloppen. Patience wordt naar haar dorp gebracht waar ze haar slaapkamer aanwijst: deze kijkt uit op een tuin. Eerder zei ze dat deze uitkeek op het strand. Dan blijkt dat de patiënte Sarah is, een kleindochter van Patience Green. Sarah werd sinds geboorte opgesloten in een kamer volbehangen met informatie over Patience uit de periode 1876 - 1904. Haar vader stierf enkele dagen geleden. Sarah vluchtte uit het huis en wou zich verdrinken in het water. Zij is van mening dat ze wel degelijk Patience is.
Stevenson behandelt de zaak van Chloe Williams die een hersentumor heeft. Ze bezocht met haar moeder een show van John Wane. Een kinderstem dwingt John om Chloe op het podium te roepen. Nadat hij haar arm vastnam, kan ze deze terug bewegen. Daarop verlaat John uitgeput het podium. Maar de ziekte van Chloe is onvoorspelbaar: morgen kan ze dingen die vandaag onmogelijk zijn en omgekeerd. Chloe denkt dat John magische krachten heeft en dat de chemokuur kan worden gestopt. Wanneer John alleen is, ziet hij regelmatig een kind dat vraagt wanneer er een vriendinnetje komt. Het team ontdekt dat John werkte in een farmaceutisch bedrijf en zocht naar een middel om zijn zieke zus te genezen, maar faalde. John ontdekte dat hij met handoplegging de ziekte kon genezen. Toch stierf zij. John nam aan dat hij nog niet genoeg krachten had. Het team ontdekt dat John lijdt aan dissociatieve identiteitsstoornis en waanbeelden. Hij spreekt met zijn zus (een waanbeeld) en geeft met een andere stem het antwoord. Dan wordt Chloe door John ontvoerd. Stevenson achterhaalt waar Chloe wordt verborgen. John heeft net de handoplegging uitgevoerd en is uitgeput en overlijdt. Een nieuwe hersenscan van Chloe toont aan dat de tumor bijna is verdwenen, maar blijkbaar werd de chemokuur ook nooit stopgezet. Haar moeder geloofde niet in John, maar vond wel dat hij Chloe extra moed gaf. John stierf aan eenzelfde soort tumor. Gezien er geen eerdere scans van hem bestaan, kan men niet aantonen dat hij effectief de ziekte heeft overgenomen of dat hij de tumor al langer had gezien hij snel uitgeput was.

### Aflevering 15: Sleepers
Het team van Monaghan doet een slaaptest op enkele vrijwilligers. Plots blijkt dat een van de personen abnormaal begint te reageren.

### Aflevering 16: The newsroom
In een vijfsterrenhotel ergens in Glasgow onderzoekt het team van Monaghan de bizarre geluiden en incidenten.

### Aflevering 17: Succubs
Een medewerker van Monaghan wordt bezeten door een demon. Een exorcisme lijkt noodzakelijk.

### Aflevering 18: Rebound
Een jonge dame blijkt plots over elektrische ladingen te bezitten. Daarmee elektrocuteert ze niet enkel zichzelf, maar ook personen die ze aanraakt.

### Aflevering 19 & 20: The prayer
Karen en Ian O'Rourke verhuizen naar een oudere woning waar ze vreemde symbolen vinden op een muur. Volgens Monaghan gaat het over symbolen van Golden Dawn. Het team ontdekt een macabere historie over het huis. Robert Dunbar, een voormalige eigenaar en spiritualist, werd destijds opgehangen omdat hij zijn vrouw zou hebben vermoord. Een andere eigenaar werd aan de trap dood gevonden. Kort daarop begint Karen geesten te zien. Verder ontdekt Monaghan dat er een verband is tussen het huis en Dunbar en dat de geesten het op de O'Rourkes hebben gemunt omdat zij volgens hen nooit eigenaar mochten worden van het huis.